# Petronio Franceschini
Petronio Franceschini, född den 9 januari 1651 i Bologna, död i december 1680 i Venedig, var en italiensk kompositör.
Franceschini studerade i sin hemstad hos Lorenzo Perti såväl som i Rom. Därefter blev han i Bologna medlem av Accademia Filarmonica. 1675-1680 var han cellist i kapellet vid San Petronio. Sedan levde han i Venedig. Han dog efter en kort tids sjukdom. Den 25 januari 1681 hölls en högtidlig sorgegudstjänst för honom på hans vänners bekostnad.
Franceschini komponerte fyra operor, ett oratorium, kyrkomusikaliska verk, canzonettor och flera sonater (bland annat för trumpet).

## Verk
- Oronte de Menfi, 1676
- Arsinoe, 1676
- Prologo ed Intermedi dell'Arsinoe, 1677
- Apollo in Tessaglia, 1679
- mehrere kirchenmusikalische Werke (Messen, Motetten, Offertorien, Psalmen, Hymnen, Litaneien u.a.)
- einige Sonaten für mehrere Instrumente